# Bithia spreta
Bithia spreta là một loài ruồi trong họ Tachinidae.